# Hånuten (Königin-Maud-Land)
Der Hånuten (norwegisch für Haispitze; russisch гора Молчанова Gora Moltschanowa) ist ein 2885 m hoher Berg im Wohlthatmassiv des ostantarktische Königin-Maud-Lands. Er ist einer der Skeidsnutane des Betechtingebirges im südöstlichen Abschnitt des Alexander-von-Humboldt-Gebirges.
Wissenschaftler des Norwegischen Polarinstituts benannten ihn 1958 deskriptiv. Wahrscheinlicher Namensgeber der russischen Benennung ist der sowjetische Meteorologe Pawel Alexandrowitsch Moltschanow (1893–1941).